# Aiga Zagorska
Aiga Zagorska (ur. 28 marca 1970 w Tukums) – litewska kolarka szosowa i torowa pochodzenia łotewskiego, brązowa medalistka mistrzostw świata. Do 1991 roku reprezentowała Związek Radziecki.

## Kariera
Pierwszy sukces w karierze Aiga Zagorska osiągnęła w 1987 roku, kiedy zdobyła srebrny medal w wyścigu ze startu wspólnego podczas mistrzostw świata juniorów. Na rozgrywanych cztery lata później mistrzostwach świata w Stuttgarcie wspólnie z Natalją Grininą, Walentiną Połchanową i Nadieżdą Kibardiną zdobyła brązowy medal w drużynowej jeździe na czas. W 1992 roku wystartowała na igrzyskach olimpijskich w Barcelonie, gdzie zajęła czternaste miejsce w wyścigu ze startu wspólnego. Na tych samych igrzyskach wystąpiła również na torze, zajmując trzynaste miejsce w indywidualnym wyścigu na dochodzenie.